# Monolith Productions
Monolith Productions was een Amerikaans computerspelontwikkelaar en uitgever gevestigd in Kirkland, Washington. Het bedrijf werd in 2004 overgenomen door Warner Bros. Interactive Entertainment (onderdeel van Time Warner).

## Ontwikkelde spellen
| Release | Titel                                           | Platform                                                  |
| ------- | ----------------------------------------------- | --------------------------------------------------------- |
| 1997    | Blood                                           | DOS                                                       |
| 1997    | Claw                                            | Windows                                                   |
| 1998    | Get Medieval                                    | Windows                                                   |
| 1998    | Shogo: Mobile Armor Division                    | Mac OS, Windows                                           |
| 1998    | Blood II: The Chosen                            | Windows                                                   |
| 1999    | Gruntz                                          | Windows                                                   |
| 2000    | Sanity: Aiken's Artifact                        | Windows                                                   |
| 2000    | No One Lives Forever                            | Mac OS X, Playstation 2, Windows                          |
| 2001    | Aliens versus Predator 2                        | Windows                                                   |
| 2002    | No One Lives Forever 2: A Spy in H.A.R.M.'s Way | Mac OS X,Windows                                          |
| 2003    | Tron 2.0                                        | Windows                                                   |
| 2003    | Contract J.A.C.K.                               | Windows                                                   |
| 2005    | The Matrix Online                               | Windows                                                   |
| 2005    | F.E.A.R.                                        | PlayStation 3, Windows, Xbox 360                          |
| 2005    | Condemned: Criminal Origins                     | Windows, Xbox 360                                         |
| 2008    | Condemned 2: Bloodshot                          | PlayStation 3, Xbox 360                                   |
| 2009    | F.E.A.R. 2: Project Origin                      | PlayStation 3, Windows, Xbox 360                          |
| 2012    | Gotham City Impostors                           | PlayStation 3, Windows, Xbox 360                          |
| 2012    | Guardians of Middle-earth                       | PlayStation 3, Xbox 360                                   |
| 2014    | Middle-earth: Shadow of Mordor                  | PlayStation 3, PlayStation 4, Windows, Xbox 360, Xbox One |
| 2017    | Middle-earth: Shadow of War                     | PlayStation 4, Windows, Xbox One                          |

## Uitgegeven spellen
| Tytuł | Rok                                  | Platforma       |
| ----- | ------------------------------------ | --------------- |
| 1999  | Gorky 17                             | Windows         |
| 1999  | Gruntz                               | Windows         |
| 1999  | Rage of Mages II: Necromancer        | Windows         |
| 1999  | Septerra Core: Legacy of the Creator | Windows         |
| 1998  | Rage of Mages                        | Windows         |
| 1998  | Shogo: Mobile Armor Division         | Mac OS, Windows |
| 1998  | Get Medieval                         | Windows         |